# Johannes Huwer

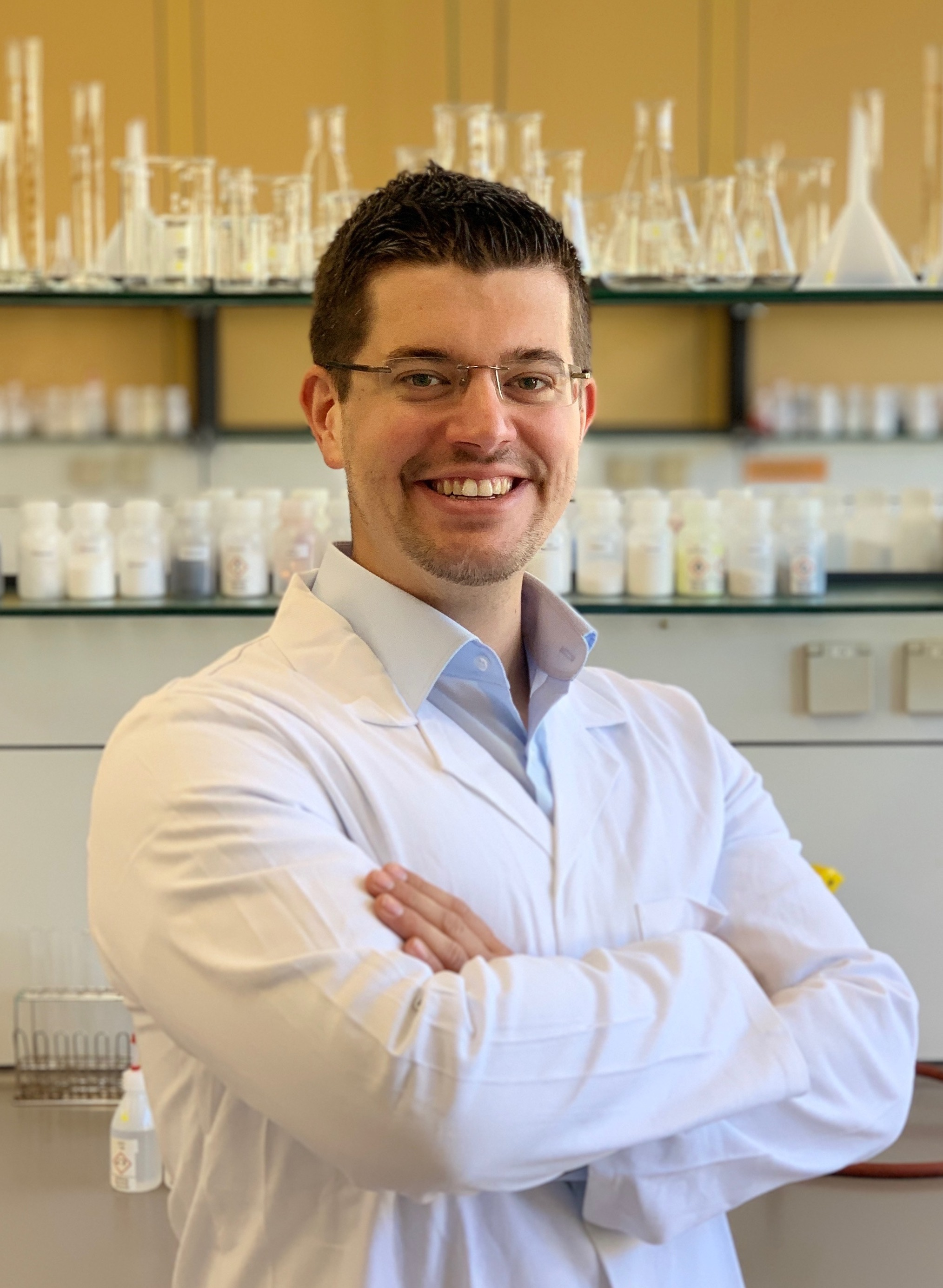
Johannes Huwer (2019)

Johannes Huwer (* 1988) ist ein deutscher Chemiedidaktiker und Hochschullehrer.

## Biografie
Johannes Huwer studierte von 2008 bis 2012 u. a. Chemie für das Lehramt an Gymnasien an der Universität des Saarlandes und schloss mit dem ersten Staatsexamen ab. Von 2012 bis 2015 arbeitete er am Lehrstuhl für Physikalische Chemie und Didaktik der Chemie bei Rolf Hempelmann und promovierte über das Forschende Experimentieren in Schülerlaboren im Kontext einer Naturwissenschaftlich-Technische Umweltbildung. Nach dem Referendariat am Studienseminar Mainz / Rudi Stephan Gymnasium Worms (zweites Staatsexamen) übernahm er 2016 die Leitung der Nachwuchsgruppe „Didaktik der Chemie und Schülerlabor NanoBioLab“ an der Universität des Saarlandes (Mentorat: Ingo Eilks, Universität Bremen). 
2018 vertrat Huwer die Professur für Chemie und ihre Didaktik an der Pädagogischen Hochschule Weingarten. 2019 nahm er den Ruf auf die Professur für Chemie und ihre Didaktik an der Pädagogischen Hochschule Weingarten an. 2020 nahm er den Ruf auf den Lehrstuhl für Fachdidaktik der Naturwissenschaften an der Universität Konstanz an. Die Professur ist gleichzeitig eine Brückenprofessur an die Pädagogischen Hochschule Thurgau an der Binational School of Education (BiSE). Johannes Huwer ist vor allem im Bereich der Digitalisierung und Bildung für Nachhaltige Entwicklung im Bereich des Naturwissenschaftsunterricht (mit dem Schwerpunkt Chemiedidaktik) tätig.
Huwer ist als mehrmaliger Fellow des Kolleg Didaktik:Digitals der Joachim-Herz-Stiftung ausgezeichnet, ist Mitglied der AG Digitale Basiskompetenzen und leitet seit 2019 die AG Digitalisierung im Chemieunterricht (DiCE) als Senior-Fellow der Fachgruppe Chemieunterricht der Gesellschaft Deutscher Chemiker (GDCH-ChU). Er hat den „Orientierungsrahmen digitale Basiskompetenzen für das Lehramt der Naturwissenschaften“ (DiKoLAN) sowie das DPaCK Modell (von TPaCK zu DPaCK) mitentwickelt, welches als „inhaltlich zukunftsweisend“ von der SWK bezeichnet wurde.
Huwer leitet zurzeit mehrere Projekte, z. B. GeNIUS (Gelingensbedingungen für den Naturwissenschaftlich-Informatischen Unterricht in Schule), sowie MINT-ProNeD – Universität Konstanz (Kompetenzzentrum: Professionelle Netzwerke zur Förderung adaptiver, prozessbezogener digital-gestützter Innovationen in der MINT-Lehrpersonenbildung), Future Skills 4 Science Teachers und SDGs interaktiv – für eine lebenswerte Umwelt, eine interaktive und kollaborative Plattform zum Lernen über die Nachhaltigkeitsentwicklungsziele der Agenda 2030 ausgehend vom Gedanken des Umweltschutzes.

## Preise und Ehrungen
- 2022 LeLa Preis 2022 (1. Preis Kategorie Schülerlabor digital) für das Kooperationsprojekt „ZuKon2030“ des Bundesverbandes der Schülerlabore (Lernort Labor)
- 2022 Regionalpreis Lehre (der Städte Ravensburg und Weingarten sowie des Landkreises Ravensburg) für das Projekt „Schüler*innen schützen Gelbbauchunken – BNE regional und konkret erleben“
- 2021 Transferpreis 2021 für das Kooperationsprojekt „ZuKon2030“ der Universitätsgesellschaft der Universität Konstanz
- 2019 Bildungspreis 2019 der Bildungsstiftung für die Entwicklung von Multitouch Learning Books der Kreissparkasse Ravensburg
- 2018 Junior-Fellow des Kollegs Didaktik:Digital der Joachim Herz Stiftung
- 2016 Promotionspreis der GDCh-Fachgruppe Nachhaltige Chemie für die beste Dissertation in den Jahren 2014/2015
- 2016 Auszeichnung des Projekts „Chemie, Umwelt, Nachhaltigkeit“ (Uni Bremen) mit der Ehrenurkunde des Polytechnikpreises
- 2016 Junior-Fellow des Kollegs Didaktik:Digital der Joachim Herz Stiftung
- 2014 Auszeichnung des Projekts „Nachhaltigkeit & Chemie im Schülerlabor“ als Projekt der UN-Weltdekade „BNE“
- 2012 Stipendium der Studienstiftung Saar als einer der zehn besten Lehramtsstudenten der MINT-Fächer

## Forschungsgebiete
Mit seiner Arbeitsgruppe beschäftigt sich Johannes Huwer mit Forschung im Bereich der schulischen Curricularforschung und der Professionalisierung von Lehrkräften (Hochschuldidaktik). Innerhalb dieser Bereiche werden die kontextuelle Schwerpunkte der „Digitalisierung / Digitalität“ und „Bildung für Nachhaltige Entwicklung / Sustainable Development Goals“ fokussiert, wobei beide eng miteinander verzahnt sind:
- 1) Prozesse der Digitalisierung und Digitalität im Chemie- und Naturwissenschaftsunterricht:[8] Ein besonderes Forschungsinteresse liegt dabei auf Zukunftstechnologien in der
  - Einbindung von Künstlicher Intelligenz (KI) in Lehr-Lernsituationen (z. B. Lernen mit und über KI)
  - Spacial Learning: Gestaltung von Augmented Reality (AR) Lehr-Lernumgebungen
  - informatisch-naturwissenschaftliche Grundkompetenzen für Schülerinnen und Schüler sowie Naturwissenschaftslehrkräfte
  - Professionalisierung von Lehrkräften (z.B: DiKoLAN[9], von TPaCK zu DPaCK[10])
- 2) Nachhaltigkeitsbildung / Bildung für Nachhaltige Entwicklung (BNE) in Schule und Schülerlabor (formales und non-formales Lernen),
- 3) Adaptives Lernen, insbesondere durch digitale Technologien
- 4) Umgang mit Heterogenität und Diversität

Forschungsmethodisch und konzeptionell verwendet die AG Huwer sowohl qualitative als auch quantitative Aktionsforschung und empirische Interventionsforschung. Besondere Interessen liegen dabei auf der Gestaltung individueller Lernprozessen, Auswirkungen von Unterricht auf Motivation, Selbstregulation, Selbstwirksamkeit(serwartungen). Technologieakzeptanz und Lernerfolg, der Förderung von Heterogenität und Diversität, Eye-Tracking und das Forschende Experimentieren in der Schule und im Zukunftsschülerlabor (Science Future Lab). Die enge Verzahnung und inhaltliche Nähe zu anderen Forschungsgebieten erlaubt multiperspektivische und interdisziplinäre Forschung.